# Théorème marxien fondamental
Le théorème marxien fondamental est un théorème formalisé d'économie qui montre que le profit des capitalistes est impossible sans exploitation des travailleurs, conformément à la thèse centrale du Capital de Marx. Il est attribué aux économistes japonais Nobuo Okishio et Michio Morishima.

## Présentation
Dans le Capital, Karl Marx fonde son analyse du système de production capitaliste sur une théorie de l'exploitation liée à la création d'une plus-value par les travailleurs, et captée par les capitalistes. Marx formalise cependant peu sa découverte.
Deux économistes japonais, Okishio et Morishima, mènent au XXe siècle des recherches afin de prouver mathématiquement la thèse de Marx. Leur modèle est nommé a posteriori « théorème marxien fondamental ». La thèse montre que le taux de profit ({\displaystyle \pi }) ne peut être strictement positif que lorsque le taux d'exploitation ({\displaystyle e}) est lui-même positif , :
{\displaystyle e=\pi \sum _{n=0}^{+\infty }(1+\pi )^{n}\Lambda {\text{A}}^{n}D^{*}\ \Longrightarrow [\pi =0\Rightarrow e=0]\Longrightarrow [\pi >0\Rightarrow e>0]}
Elle montre également que le taux de plus-value détermine le taux de profit, et non l'inverse. Or, une plus-value positive signifie que le travailleur génère plus de richesse qu'il n'est rémunéré.
D'autres économistes marxistes comme Andrew Kliman ont pu critiquer le théorème marxien fondamental dans la mesure où il conduit à considérer la théorie de la valeur de Marx comme superflue en ce qui concerne sa théorie de l'exploitation.